# Bielersee-Schifffahrts-Gesellschaft
Bielersee-Schifffahrts-Gesellschaft — це компанія громадського транспорту, яка організовує регулярні прогулянки на човні по Більському озеру, а з 1966 року також по Ааре між Білем і Золотурном. У літні місяці він також організовує тури трьома озерами у співпраці з судноплавною компанією на озерах Невшатель і Муртен.
Залізниця Aare Seeland mobil AG відповідає за оперативне управління транспортними операціями.

## Історія
Після того, як пароплави компаній-попередників уже ходили на озерах Біль і Ааре, у 1887 році в Ерлаху було засновано Союз Пароплавних Компаній. У 1930 році він переніс свою штаб-квартиру в Біль. З 1966 року воно функціонує як Bielersee-Schifffahrts-Gesellschaft. У тому році він перебрав у приватного оператора теплохід «Romandie», який курсував між Золотурном і Нідау з 1952 року, і включив цей маршрут у свій розклад.

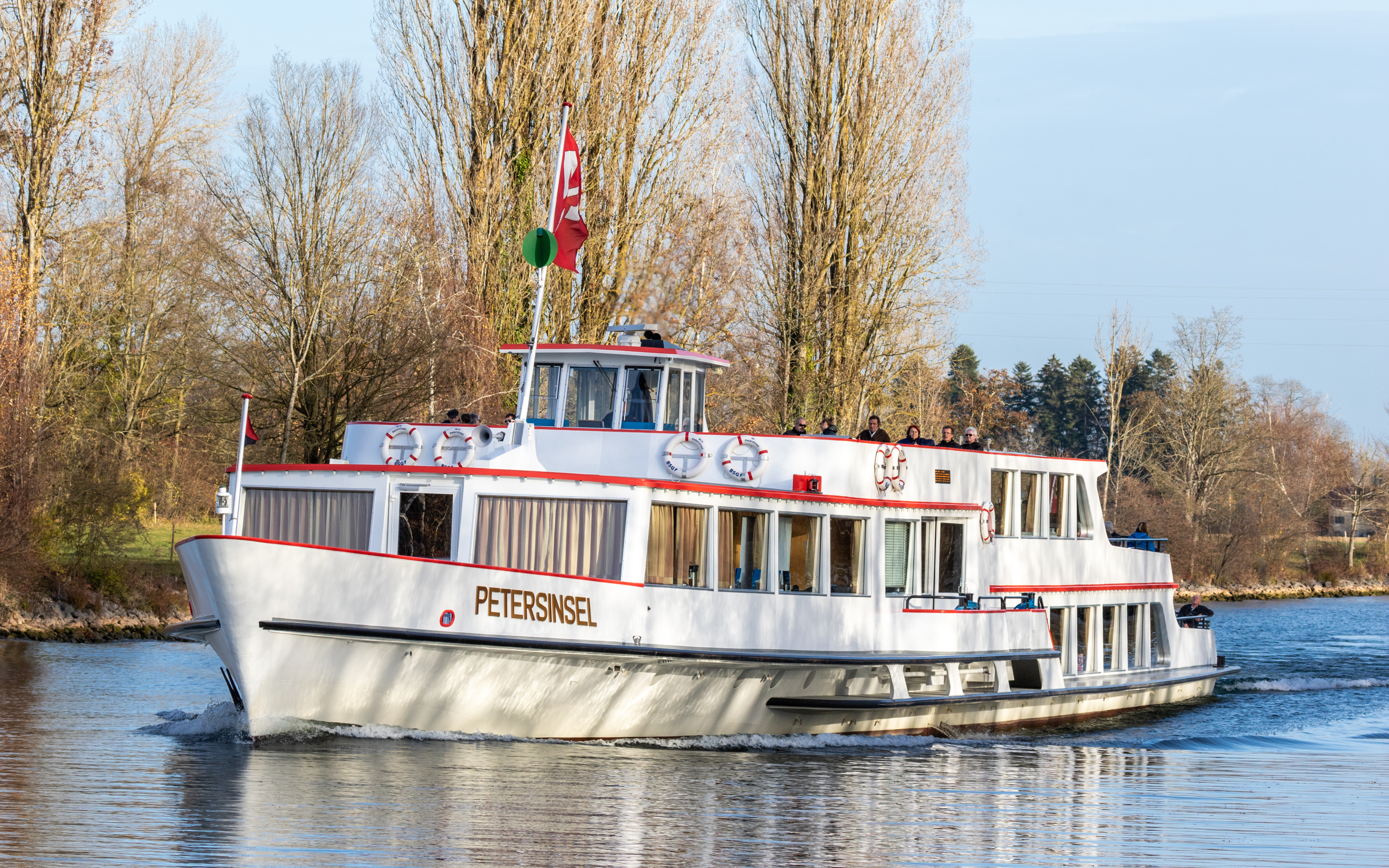
MS «Petersinsel» на каналі Бройе

У 1887 році судноплавна компанія почала рух між Ерлахом і Ла-Неввілем новим пароплавом «Юніон». З 1888 року вона також використовувала бортовий пароплав «Stadt Biel» на озері Біль, який раніше плавав по Женевському озеру під назвою «Cygne». Це судно було виведено з експлуатації в 1934 році і пізніше замінено на однойменний теплохід. З 1912 по 1964 рік товариство Bielersee-Schifffahrts-Gesellschaft також використовувало гребний пароплав «Berna», побудований Ешером Віссом, який потім також був замінений однойменним теплоходом. У 2021 році через втрату заробітку через пандемію Covid 19 Bielersee-Schifffahrts-Gesellschaft було підтримано приблизно 626 000 швейцарських франків із федеральних і кантональних фондів.

## Обслуговування
На озері Біль відбуваються регулярні перевезення. Місця висадки в Тюшерц, Енгельберг, Тванн, Лігерц, Ла-Неввіль, Ерлах і на Санкт-Петерсінзель. Курси Aare мають причали в Нідау, Порт, Брюгг, Бюрен-ан-дер-Ааре, Гренхен і Альтреу. Кораблі проходять через шлюз у Port Regulierwehr.
- МобіКат (2001)
- Енгельберг (2018)
- Острів Петра (1976)
- Берна (1964)
- Місто Біль (1953)
- Шасераль (1960)
- Сієста (1991)
- Руссо (2012)
- Місто Золотурн (1973)